# MetLife Building
Das MetLife Building, auch 200 Park Avenue, vormals Pan Am Building, ist ein das Stadtbild prägender Wolkenkratzer an der Park Avenue in Manhattan in New York City, USA.

## Lage
Der Büroturm befindet sich in Midtown Manhattan als direkter nördlicher Nachbar des Grand Central Terminals an der East 45th Street und Park Avenue, wobei die Richtungsfahrbahnen der Park Avenue auf Hochstraßen das Gebäude an der Ost- und Westseite umschließen. Zum Terminal besteht ein direkter Zugang. Unter dem Gebäude verlaufen unterirdisch auf zwei Ebenen zahlreiche Gleise des Bahnhofs. Bekannte Nachbargebäude sind das Helmsley Building, das 427 m hohe One Vanderbilt und ein Block östlich das Chrysler Building.

## Beschreibung
Das Gebäude wurde von den Architekten Richard Roth vom Architekturbüro Emery Roth & Sons sowie Walter Gropius und Pietro Belluschi im Internationalen Stil entworfen und von 1960 bis 1963 errichtet. Es nimmt eine Fläche von etwa 11.000 m² zwischen der East 43rd und 45th Street ein. Die offizielle Eröffnung fand am 7. März 1963 statt. Mit 246,3 Metern (808 Fuß) Höhe und 59 Stockwerken ist das MetLife Building mit Stand Oktober 2024 das 43-höchste Gebäude in New York City. Der langgestreckte achteckige Turm steht quer zwischen den beiden Richtungsfahrbahnen der Park Avenue. Die Fassade ist eine der ersten vorgefertigten Betonaußenwände in einem Gebäude in New York City. An der Gebäudekrone befindet sich das großformatige Firmenlogo, das das MetLife Building als letztes Gebäude in New York City wegen anschließend neu erteilter Vorschriften anbringen konnte. Mit seiner Glasfassade und seiner Form als Oktogon mit drei horizontalen Unterbrechungen bildet es einen Blickfang für die gesamte Park Avenue. Von der Lobby führt ein Fußgängerdurchgang zur Haupthalle des Grand Central Terminals.
Nach Plänen von 1954 war zunächst vorgesehen, das Grand Central Terminal durch einen Wolkenkratzer zu ersetzen. Man entschied sich aber, das Terminal zu erhalten und den neuen Büroturm nördlich hinter dem Bahnhof zu errichten. Das bei seiner Eröffnung Pan Am Building benannte Gebäude beherbergte von 1962 bis 1991 Hauptsitz und Verwaltung der Fluggesellschaft Pan American World Airways (Pan Am). 1981 erwarb die Metropolitan Life Insurance Company (MetLife) den Wolkenkratzer. 1992 wurde er von Pan Am Building in MetLife Building umbenannt und das weit sichtbare rund fünf Meter hohe Firmenlogo an der Fassade unterhalb des Daches ausgetauscht. Die Immobilienfirma Tishman Speyer Properties kaufte 2005 das Gebäude für 1,72 Milliarden US-Dollar. Das Gebäude wurde mehrmals renoviert, unter anderem Mitte der 1980er Jahre, 2002 (Fassade, Lobby) und 2019. Der Büroturm ist eines von 41 Gebäuden in Manhattan, die 2019 eine eigene Postleitzahl (Zip Code) erhielten. Dem MetLife Building wurde der ZIP-Code „10166“ zugewiesen.
1975 stürzte sich der Manager Elihu Menashe Black, Chef der United Brands Company vermutlich in Verbindung mit einer Bestechungsaffäre aus diesem Gebäude zu Tode.
Eigentümer mit 97,3 % Anteil ist seit 2015 die Immobilienfirma Irvine Company von Donald Bren, während Tishman Speyer mit 2,7 % Anteil geschäftsführender Gesellschafter blieb. Die offizielle Anschrift ist „200 Park Avenue“. Das wegen seiner Wuchtigkeit und Lage einst umstrittene Gebäude wird heute denkmalgerecht gepflegt.

### Heliport und Hubschrauberunfall
Auf dem Dach befand sich früher ein Heliport, der zwischen Dezember 1965 und Februar 1968 sowie erneut kurzzeitig von Februar bis Mai 1977 von New York Airways planmäßig angeflogen wurde. Von dort aus bestanden Verbindungen zum JFK International Airport sowie zum LaGuardia Airport. Der Flugbetrieb wurde infolge eines Unfalls am 16. Mai 1977 eingestellt. Zu den fünf Unfalltoten zählten vier Passagiere, darunter der Regisseur Michael Findlay (1937–1977) sowie eine Passantin auf der Madison Avenue, die von einem Teil eines Rotorblattes getroffen wurde. Michael Findlays Ehefrau, die Regisseurin Roberta Findlay (* 1948), blieb ebenso wie die Besatzung und weitere Passagiere weitgehend unverletzt.

## Ansichten

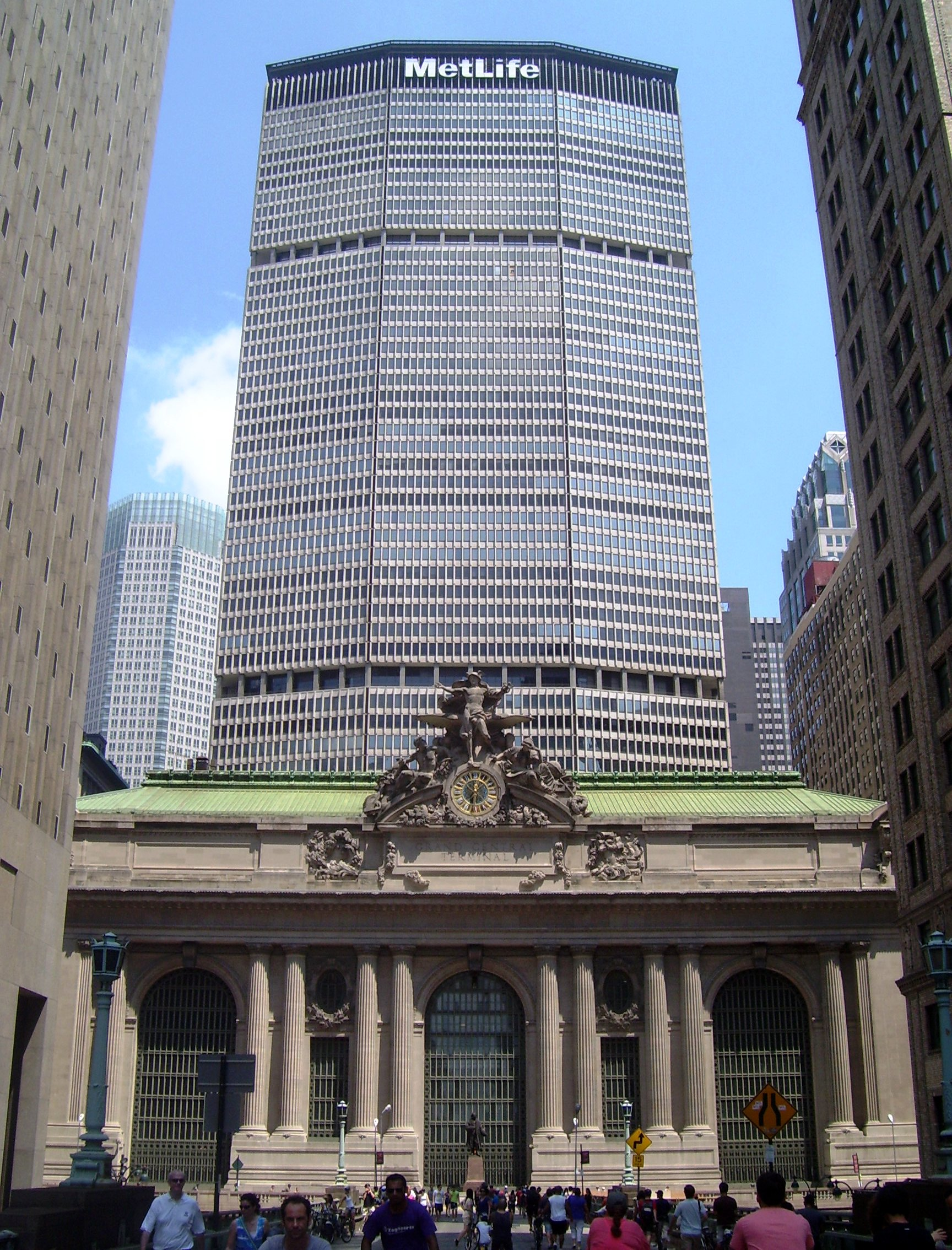
MetLife Building und Grand Central Terminal 2012
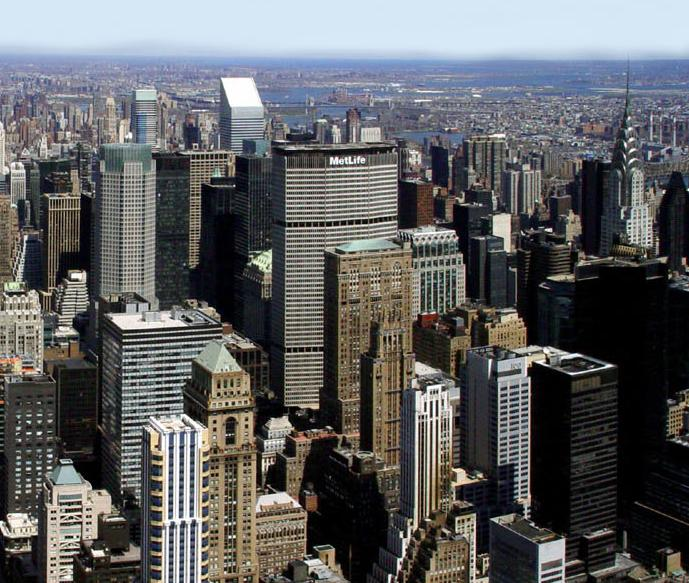
Das MetLife Building im Stadtkontext, gesehen vom Empire State Building, dahinter das Citigroup Center
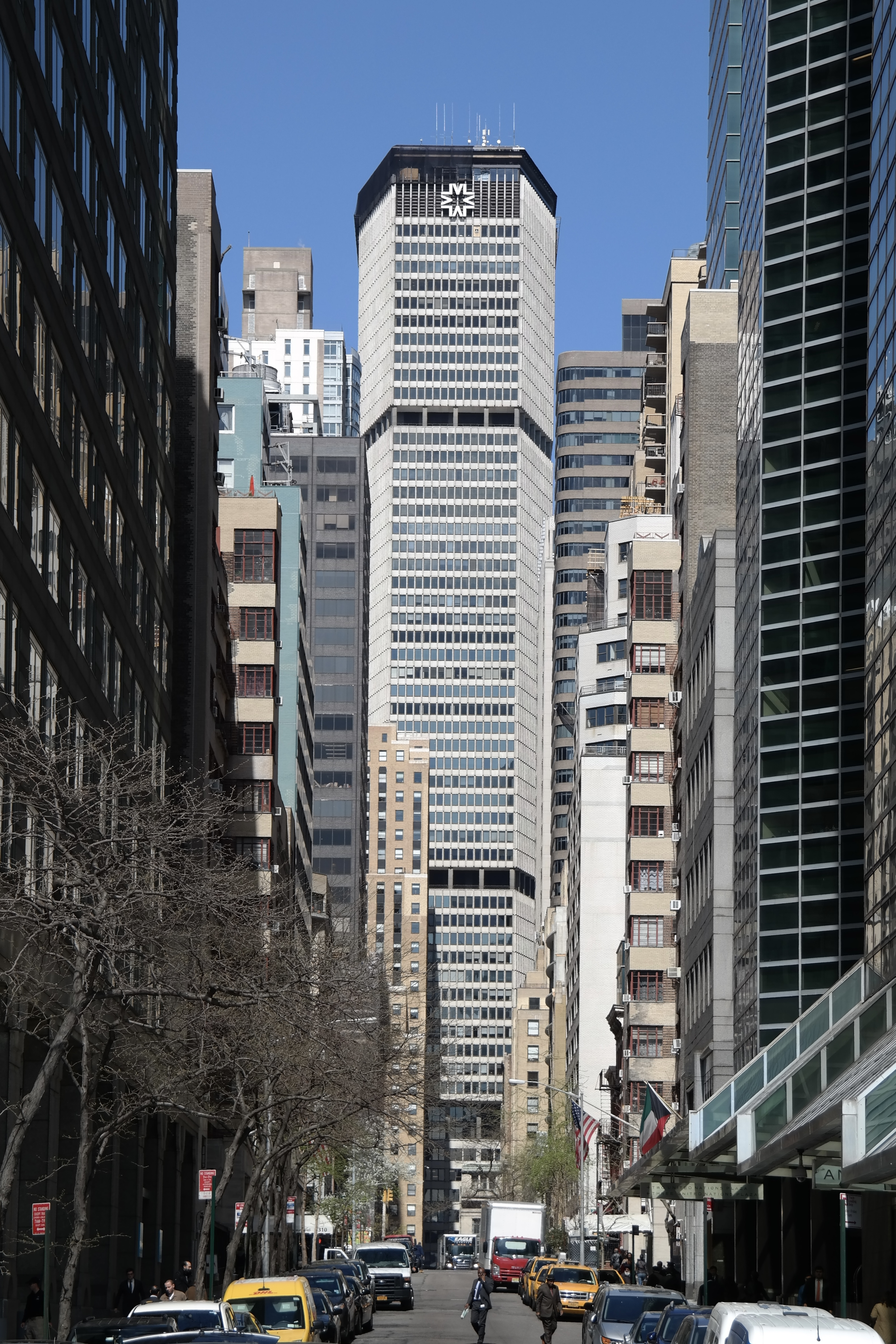
Blick von Osten entlang East 44th Street auf Schmalseite 2015
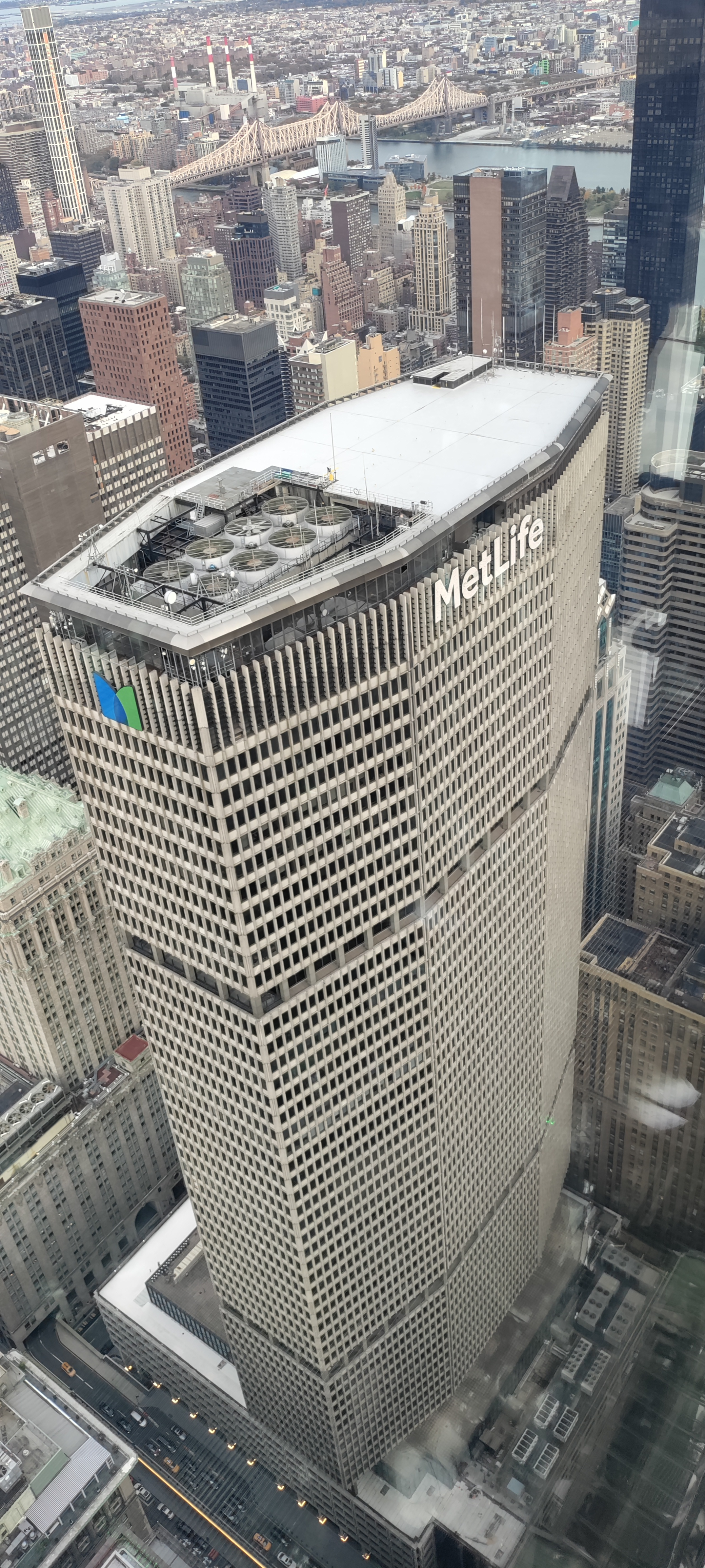
Blick vom One Vanderbilt auf das MetLife Building
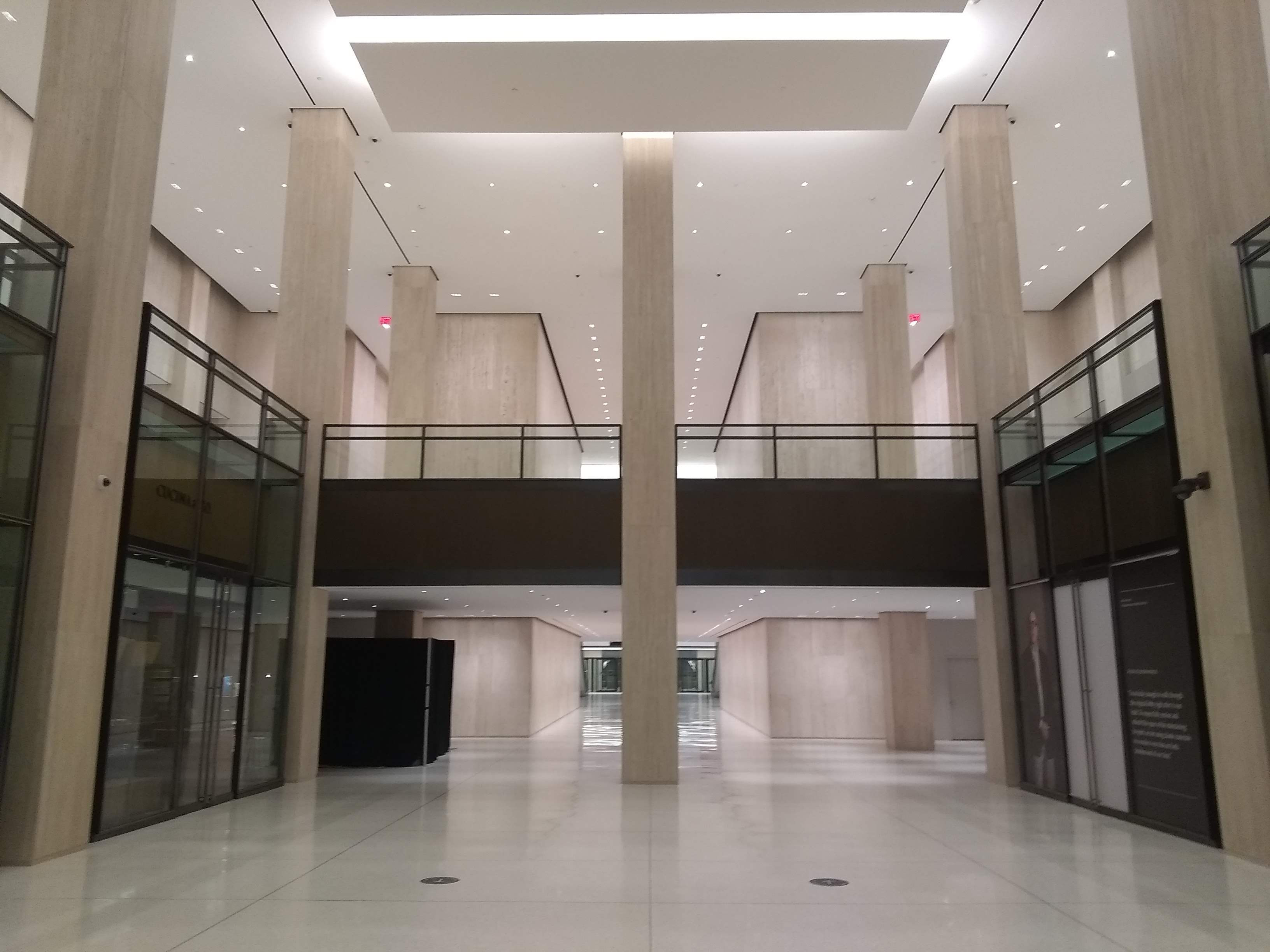
Lobby mit Durchgang zum Grand Central Terminal
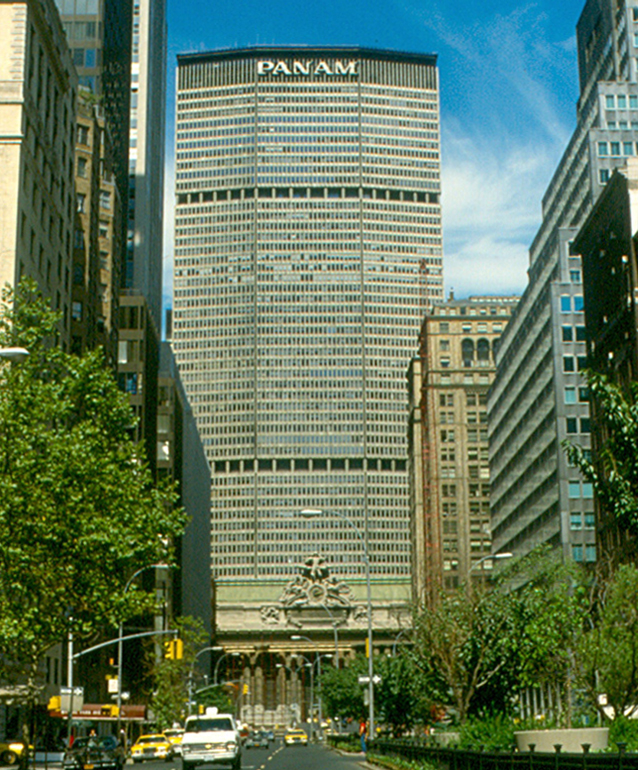
Ansicht von 1980 mit dem alten Schriftzug Pan Am

## Medienpräsenz
- Der ehemalige Heliport auf dem Dach des Gebäudes ist am Ende des Films Coogans großer Bluff von 1968 mit Clint Eastwood zu sehen.
- Die Zukunft des MetLife-Building nach einem Verschwinden der Menschheit wird in Folge 2 der 2. Staffel der Dokufiktion-Serie Zukunft ohne Menschen („Giftwolken“, USA 2010) behandelt.
- Im 2012 erschienen US-amerikanischen Action- und Science-Fiction-Spielfilm Marvel’s The Avengers diente das MetLife Building als Basis für den „Stark Tower“, der am Ende des Films zum „Avengers Tower“ umfunktioniert wird.[6]
- In der 2017 erschienen Agentenkomödie Kingsman: The Golden Circle ist in einer Sequenz das MetLife Building zu sehen, welches jedoch den Fassadenschriftzug „Statesman“ enthält.
- Im 2017 erschienenen Roman „New York 2140“ von Kim Stanley Robinson ist das MetLife Building einer der zentralen Handlungsschauplätze.

## Wanderfalkenbrutplatz
Seit 1990 brüten Wanderfalken an dem Gebäude.